# Flexicrurum minutum
Flexicrurum minutum là một loài nhện trong họ Ochyroceratidae. Loài này phân bố ở Trung Quốc.